# Slatinná louka u Velenky
Slatinná louka u Velenky este o arie protejată (arie specială de conservare — SAC, sit de importanță comunitară — SCI) din Republica Cehă întinsă pe o suprafață de 7,59 ha, integral pe uscat.

## Localizare
Centrul sitului Slatinná louka u Velenky este situat la coordonatele 50°09′11″N 14°54′14″E / 50.153056°N 14.903889°E.

## Înființare
Situl Slatinná louka u Velenky a fost declarat sit de importanță comunitară în aprilie 2005 pentru a proteja 2 specii de plante. Situl a fost protejat și ca arie specială de conservare în octombrie 2014.

## Biodiversitate
Situată în ecoregiunea continentală, aria protejată conține 1 habitat natural: Pajiști cu Molinia pe soluri calcaroase, turboase sau argilos-nămoloase (Molinion caeruleae).
La baza desemnării sitului se află mai multe specii protejate de  plante (2): Gladiolus palustris, Thesium ebracteatum.